# Нікола Радев
Нікола Радев, (болг. Никола Радев; 23 грудня 1940, Левський — 17 червня 2016, Софія) — болгарський письменник.

## Біографія
У 1973 закінчив літературний інститут Максима Горького в Москві. Протягом семи років служив у воєно-морському флоті «Болгарський морський флот» першим помічником капітана та побував у всіх куточках світу. Потім працював журналістом та книговидавцем.
Десять років був директором видавництва «Профиздат», вісім років — видавництва «Земля». Від 1999 до 2003 — голова Спілки болгарських письменників.
Автор 12 книг, які разом мали 22 видання. Найвідоміші з них: «Істина без строку давності», «Коли Бог ходив по Землі», «Мірімані», «Море — другий батько», «Немає мертвої землі», «Сім джерел води». Його твори перекладено на німецьку, угорську та російську мови. В 2006 році виграв літературну премію країн СНД імені Михайла Шолохова, та став першим переможцем з країни, що не входить до союзу.